# Nectandra smithii
Nectandra smithii är en lagerväxtart som beskrevs av C. K. Allen. Nectandra smithii ingår i släktet Nectandra och familjen lagerväxter. Inga underarter finns listade i Catalogue of Life.